# Elizabeth Reaser
Elizabeth Ann Reaser (Bloomfield Township, Michigan, 15 juni 1975) is een Amerikaanse film-, televisie- en podiumactrice. Ze werd al genomineerd voor de Emmy Award.
Reaser studeerde af op de Juilliard School.
Ze speelde onder meer in The Believer, de in 2005 vertoonde films Stay en The Family Stone en de in 2006 vertoonde serie Saved. Ze speelt Esme Cullen in de film Twilight, gebaseerd op de bestseller met dezelfde titel van Stephenie Meyer, even als in de 4 vervolgen hierop. Ze speelde in Grey's Anatomy als Rebecca Pope.
Reaser trouwde in augustus 2023 met haar partner.

## Filmografie
- Bibsys: 11022135
- Biblioteca Nacional de España: XX5684747
- Bibliothèque nationale de France: cb16586365c (data)
- Gemeinsame Normdatei: 1025590910
- International Standard Name Identifier: 0000 0001 1466 5343
- Library of Congress Control Number: no2007080447
- Nationale Bibliotheek van Tsjechië: xx0097921
- Nationale Bibliotheek van Israël: 987007432851405171
- Nederlandse Thesaurus van Auteursnamen: 409724572
- Réseau des bibliothèques de Suisse occidentale: 02-A024274389
- Système universitaire de documentation: 152374019
- Virtual International Authority File: 4713224
- WorldCat: E39PBJyX4gmPX7XvCdydMTKKh3